# 马六甲华文国民型高等中学
马六甲华文国民型高等中学（简称SMJK Tinggi Cina Melaka，也简称STCM）是马来西亚马六甲州中央县玛琳路的一所国民型华文中学，于1960年成立。

## 校史
马六甲华中创立于1960年2月15日，当时只有40名学生。1961年1月2日，学校迁至马六甲市玛琳路28号。该地皮由当地华社买下并捐赠给学校，学校更名为“马六甲华文中学”。 
1962年1月15日，一座由9间教室和一间办公室组成的校舍建成。同年，学校改制为国民型华文中学，更名为“马六甲国民型华文中学”。 
2011年9月15日，学校举行宴会庆祝大型建设项目竣工和颜文龙礼堂开幕。
2023年8月，学校开始筹款建造一座新的三层校舍和食堂，目标是筹集300万令吉，建设申请已提交给马六甲历史城市政厅。
2023年12月10日，马六甲华文国民型高等中学举办“情聚华中迎校庆”义卖会，共筹得63万令吉。